# Штаден, Евстафий Евстафьевич
Евстафий Евстафьевич (Густав Густавович, Астафий Астафьевич) Штаден (1774—1845) — российский командир эпохи наполеоновских войн, генерал от артиллерии Русской императорской армии.

## Биография
Евстафий Штаден родился 12 сентября 1774 года; из дворян Курляндии.
Девятнадцатилетним юношей вступил в воинскую службу на свой кошт в Бомбардирский полк, а двенадцать лет спустя получил чин подпоручика.
Сражался в ходе Войны третьей коалиции и за битву с французами под Аустерлицем был награждён орденом Святого Владимира 4-й степени с бантом. 3 июня 1811 года Штаден получил погоны полковника.

В 1812 году Штаден командовал 14-й артиллерийской бригадой в 1-м корпусе. После вторжения Наполеона в пределы Российской империи, принимал участие в ряде битв Отечественной войны 1812 года, был ранен при Якубове и за доблесть был награждён золотым оружием «За храбрость», а 24 июля 1812 — орденом Святого Георгия 4-го класса 
В воздаяние ревностной службы и отличной храбрости, оказанной в сражениях против французских войск июля 18 и 19 при сел. Якубове и Клястицах, где по храброй и пылкой предприимчивости, кидаясь с ротою в самые опасные места, везде прогонял появлявшегося неприятеля и рассеивал его выстрелами своей батареи.
Отвага и умелое руководство Штадена ввереными ему воинскими подразделениями в бою под Головчицей, битве под Смолянами и сражении на Березине были отмечены 26 мая 1813 года производством в чин генерал-майора.

После изгнания неприятеля из России, Штаден принял участие в заграничном походе русской армии и за заслуги в нём был награждён 29 октября 1813 года орденом Святого Георгия 3-го класса № 340 
В воздаяние отличных подвигов мужества, храбрости и распорядительности, оказанных в сражении против французских войск 9 мая при Бауцене.
С 16 мая 1813 по февраль 1815 года Штаден занимался по заданию командования устройством подвижных и местных артиллерийских парков и снабжением войск боеприпасами.
6 апреля 1817 года был назначен руководить Тульским оружейным заводом, а 7 апреля 1824 года стал инспектором всех оружейных заводов России.
1 января 1826 года был произведён в генерал-лейтенанты, а 16 апреля 1841 года удостоен чина генерала от артиллерии.
Евстафий Евстафьевич Штаден умер 5 февраля 1845 года в городе Туле.

## Семья
Его сыновья:
- Иван Евстафьевич (1803—1871) — генерал от артиллерии, комендант Брест-Литовской крепости.
- Николай Евстафьевич (1815—1892) — генерал от артиллерии, начальник артиллерии Петербургского военного округа

Дочь: Александрина Евстафьевна, замужем за Эдуардом Николаевичем Бодиско.[уточнить]